# Gefecht bei Sankt Michael
Sacile – Teugn-Hausen – Weichselfeldzug – Raszyn – Abensberg – Landshut – Eggmühl – Regensburg – Neumarkt – Ebelsberg – Piave – Aspern – Sankt Michael – Stralsund – Bergisel – Raab/Győr – Graz – Wagram – Korneuburg – Stockerau – Gefrees – Hollabrunn (Schöngrabern) – Znaim – Walcheren–Schlacht an der Baskischen Reede

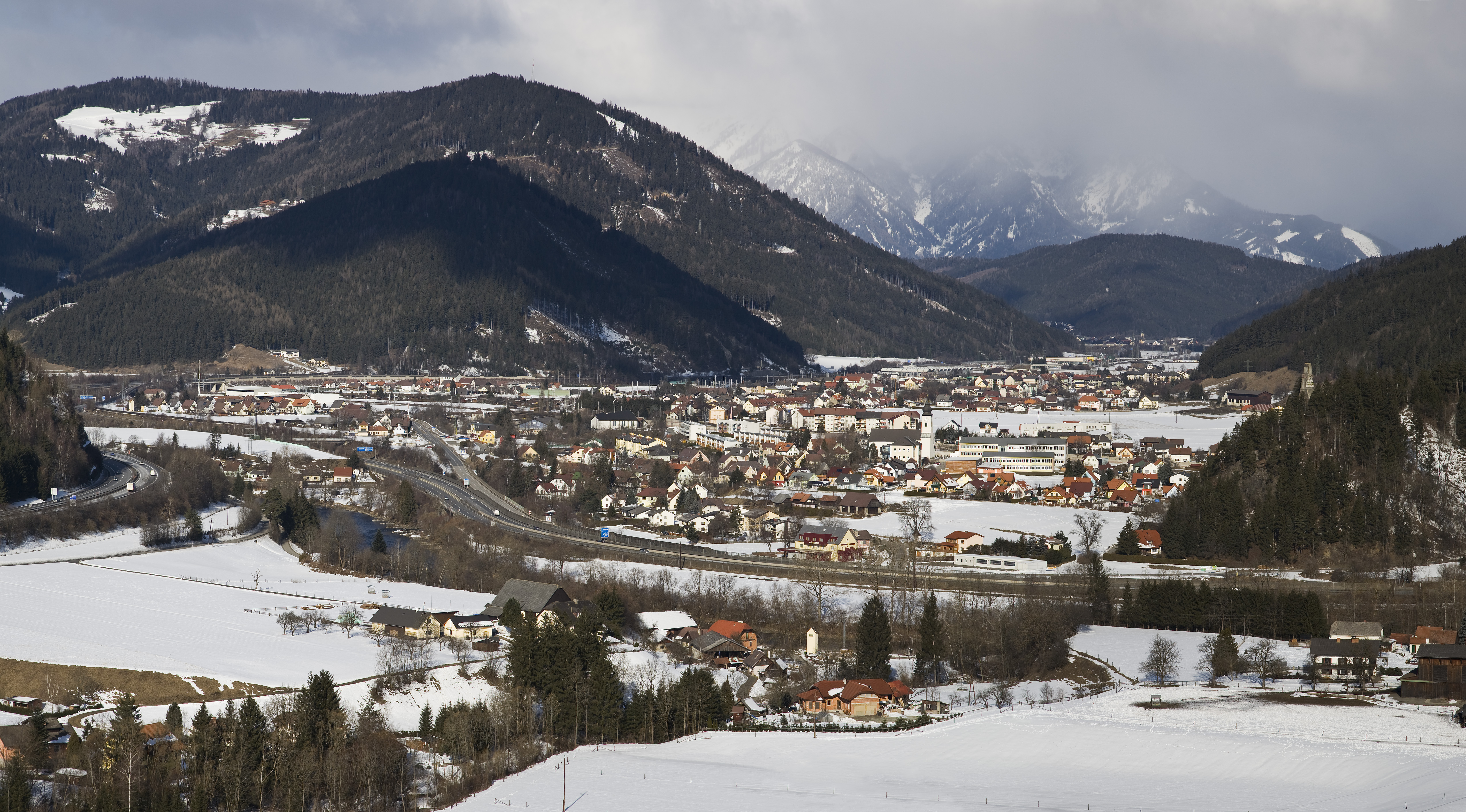
Sankt Michael heute, mit Blick auf die Pyhrnautobahn

Das Gefecht von St. Michael am 25. Mai 1809 war eine Nebenoperation während des 5. Koalitionskrieges (eines von insgesamt sechs Napoleonischen Kriegen). Dabei geriet der auf Wien vorgehende linke Flügel der französisch-italienischen Armee des Vizekönigs Eugene de  Beauharnais in Kontakt mit einer österreichischen Division, die von Franz von Jellacic geführt wurde. Die im Rückmarsch auf Leoben begriffene Division wurde durch Teile des französischen VI. Korps unter General Paul Grenier abgefangen und vollständig geschlagen.

## Vorgeschichte
Erzherzog Johann, der Befehlshaber der Armee von Innerösterreich marschierte im Zuge des Krieges von 1809 in Italien ein und konnte vorerst am 14. und 16. April bei Pordenone und Sacile Erfolge erzielen. Infolge des Zusammenbruchs der österreichischen Hauptarmee unter seinem Bruder Erzherzog Karl an der Donau erhielt er Befehl zum Rückzug nach Kärnten. Dies ermöglichte Eugène sich zu erholen und seinerseits die Verfolgung einzuleiten. Er besiegte am 8. Mai Johanns Truppen in der Schlacht an der Piave und verfolgte sie zum Predilpass. Durch die Abtrennung verschiedener Einheiten zur Verteidigung von Salzburg, Tirol und Krain sowie der Rücksendung von Landwehreinheiten auf Befehl des Kaisers wurde die Armee Johanns zusätzlich geschwächt, dass ihre anfängliche Kampfkraft nicht mehr gegeben war. Das Gros der französischen Italienarmee unter Paul Grenier folgte seinerseits den Truppen Erzherzog Johanns nach Kärnten und später in die Obersteiermark nach. Eugène sandte gleichzeitig sein V. Korps unter Jacques MacDonald in die Krain ab, um sich mit XI. Korps unter Marmont aus Dalmatien zu vereinigen und die Österreicher den Rückzug zur Adria zu verlegen. Johann wollte seine Truppen bei Pettau neu sammeln, aber der Vormarsch Macdonalds verhinderte dies. Eugen erzwang den Übergang bei Malborgeth und am Predilpass und schlug Johanns Nachhuten nochmals am 17. Mai im Gefecht bei Tarvis. Johanns Position in Villach war jetzt unhaltbar und seine Armee marschierte über Klagenfurt in östlicher Richtung weiter auf Graz.

## Strategischer Überblick
Seit dem 11. Mai befand sich das aus bayerischen Truppen bestehende VII. Korps unter dem neuen Befehlshaber General Lefebvre im Einmarsch in das aufständische Tirol, den die schwachen Landwehrtruppen unter Johann Gabriel von Chasteler, am 13. Mai bei Wörgl geschlagen, nicht aufhalten konnten. Die bayerische 2. Division unter Wrede stieß dabei über den Strubpass in das Inntal vor, die bayerische 3. Division unter Deroy brach vom Norden her über Kufstein in das Land ein. Die bayerische 1. Division unter Kronprinz Ludwig deckte diesen Einmarsch nach Osten gegenüber der selbständig operierenden Division des FML Franz Freiherr von Jellacic ab. Infolge der Niederlage Chastelers ging die freigewordene Division Jellacic aus dem Pinzgau zurück. Am 19. Mai erreichte der Rückmarsch Radstadt; hier traf bei Jellacic der Befehl Erzherzog Johanns ein, seine Kräfte umgehend nach Graz zurückzuführen, wo er sich mit ihm vereinigen wollte. Über Klagenfurt marschierte derweil auch Johanns geschwächte Armee nach Osten ab und erreichte am 24. Mai Graz. Er wollte sich dort mit Hilfe des Generalkommandanten von Innerösterreich, FZM Wilhelm Freiherr von Kerpen durch kroatische Landwehr neu verstärken.

## Verfolgung durch die Obersteiermark

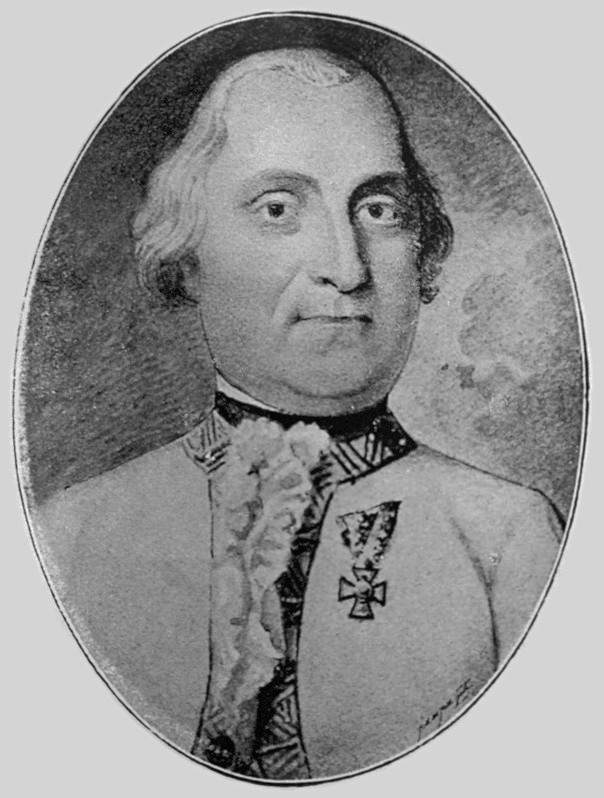
Franz Jellačić

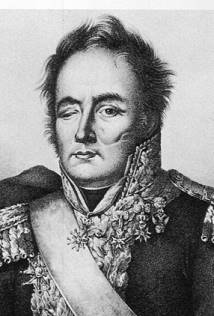
General Joseph François Durutte

Am 21. Mai stand die Division Jellačić in Schladming, die Bayern die bei Golling nördlich des Lueg-Passes und im Lammertal standen, wurde erst jetzt der Abmarsch der Österreicher aus dem Pongau vollständig bewusst. Nach der Beruhigung des Aufstandes in Tirol begannen ab 24. Mai schwache Kräfte der Bayern hinter Jellačić in Richtung auf Leoben nachzurücken. Zur Sicherung der Pässe im Ennstal hatte Jellačić den Oberstleutnant Plunkett mit einem regulären Bataillon und Landwehr zurückgelassen. Seit 21. Mai hatte Eugen den Befehl Napoleons in Händen, seine Truppen auf dem kürzesten Weg sofort für den Entscheidungskampf an die Donau zu führen; er schlug dabei den Weg über Neumarkt durch das Murtal über Knittelfeld nach Leoben ein. Bereits am 23. Mai kam es daher unvorhergesehen bei Judenburg zu einem ersten kleinen Zusammenstoß zwischen der Kavallerievorhut Eugens mit dem Jellačić unterstellten 1. Judenburger Landwehrbataillon, der beiden Seiten die Anwesenheit des Gegners offenbarte. Jellačić hatte bereits am 21. Mai Teile seines Infanterie-Regimentes Esterhazy Nr. 32 vorsorglich von Rottenmann nach Trofaiach vorgeschoben um die Straße von Hieflau nach Leoben zu schützen. Am 24. Juni bekam Eugen in Unzmarkt Nachricht aus zuverlässiger Quelle, die besagten, dass Jellačić über Rottenmann und den Schoberpass im Anmarsch auf Leoben sei und beschloss darauf, selbst vom Süden heranrückend den Österreichern bei St. Michael den Weg zu verlegen.
Vor Beginn des Gefechts war die Division Jellačić nach ihren Abgaben, noch etwa 10.500 Mann stark, die erste Brigade mit den regulären Regimentern Nr. 32 und 45 führte Generalmajor Ettinghausen, die zweite Brigade mit dem Regiment Nr. 55 und dem Grenzer-Regiment 5 führte Generalmajor Ignaz Freiherr von Legisfeld. Die auf französischer Seite am Kampf beteiligte Division unter Pierre-François Durutte bestand aus den beiden Brigaden Valentin und Dessaix, dazu kam als Avantgarde die Brigade Roussel, Teil der Division Jean Mathieu Seras, zusammen etwa sieben Linienregimenter und zwei Kavallerieverbänden, an Artillerie waren auf jeder Seite etwa je 10 Kanonen einsetzbar. Am 24. Mai stand das Gros der Österreicher nach einem Marsch von 41 Kilometern im Raum Mautern-Kalwang, Eugen erreichte durch das Murtal nach Norden vorrückend, Knittelfeld (Durutte) und Judenburg (Seras).

## Das Gefecht am 25. Mai
Das Varasdiner Grenzer-Regiment Nr. 5 rückte ab 3 Uhr früh als Vorhut im Liesingtal durch Traboch vor, während das Gros der Brigade Legisfeld erst ab 4.30 Uhr in Mautern aufbrach. Gegen 7 Uhr früh erreichte sie die Liesing entlang nach Süden vorgehend das Dorf Steinach und versuchte südwestlich davon im Vorgehen zum Dorf Brunn die bis ins Vorfeld von St. Michael reichende und bis zu 15 Meter hoch ansteigende Platte, den Rideaurand, den sogenannten „Bruch“ in die Hand zu bekommen. Das Dorf St. Michael lag nördlich der Mur an der Kreuzung, wo sich die Straßen von Judenburg und Mautern in Richtung Osten vereinigen. Der „Bruch“ verlief stetig zur Mur hin abfallend etwa eineinhalb Kilometer bis ins Vorfeld südwestlich von St. Michael und bildete eine natürliche gegen Südwesten gerichtete Verteidigungslinie. Südlich von St. Michael mündete auch die Liesing in die Mur, westlich des Ortes öffnete sich das nördliche Murtal auf etwa einen Kilometer Breite und reichte bis zum Fresenberg, auf diesem Territorium spielte sich das Kampfgeschehen ab. Jellacic hatte geplant sofort über Leoben weiter abzumarschieren, versuchte aber trotzdem die Platte die vorzügliche Verteidigungschancen bot, zu besetzen.
Gegen 8.30 Uhr früh traf seine Avantgarde unter General Ettinghausen aber bereits auf jene der französischen Division Seras, letztere hatte sich mit seinem rechten Flügel nach Brunn vorgehend, sofort des westlicheren „Bruches“ bemächtigt und postierte zwei Geschütze nahe der St.-Walburga-Kirche. Jellacic musste seine Nachhut abwarten, sein Train wurde fortwährend von Traboch nach Leoben weiter durchgeschleust. Als Verteidigungslinie nach Südwest war der „Bruch“ gut gewählt, aber er hatte für den Rückzug, im Falle einer Niederlage für die Truppe nur zwei kleine Brücken über die Liesing, was später zum Verhängnis werden sollte. Entlang der alten Kohlstraße an den walddichten Hängen des Fresenberges bis zur Kirche St. Waldburga hatte sich bereits mit Salzburger Landwehrtruppen ein rechter Flügel etabliert. General Seras hielt mit seinen 5000 Mann die Österreicher geschickt durch Pänkeleien fest, bis die Hauptmacht Eugens herangekommen war. Der österreichische Rückzug nach Leoben konnte nur ungestört weitergehen, wenn die Franzosen zurückgedrängt würden, deswegen ließ Jellacic gegen 10 Uhr zur Gewinnung des Bruches antreten. Teile des eingetroffenen Linienregiment 32 unter Oberst Eckhardt griffen erfolgreich an und bis 11 Uhr war die Platte erobert und zur Verteidigung hergerichtet. Die Verteidigung dieses Abschnittes oblag jetzt dem eingetroffenen Brigadier von Legisfeld, während sich General Ettinghausen um die Festigung des Flügels vor der Liesing südwärts bis vor St. Michael kümmerte, wo die Linien-Regimenter Esterhazy Nr. 32 und de Vaux Nr. 45 einrückten. Jellacic fuhr zudem mehrere Geschütze auf und sah damit seinen Rückmarsch ausreichend gesichert. Anstatt aber nur eine Nachhut am Feind zu lassen und für den Weitermarsch zu sorgen, ließ er sich dazu verleiten, die Stellung laufend mit der ganzen Division zu verstärken. General Ettinghausen warnte noch wegen der schlechten Rückzugsmöglichkeit im Falle einer Niederlage. Nach seiner richtigen Auffassung wäre die Division gerade weiter durch St. Michael gerückt und hätte im anschließenden engeren Tal weitaus bessere Möglichkeiten zur Verteidigung gefunden.
Gegen 11 Uhr erschienen auch Vizekönig Eugen und sein Korpsführer Grenier, sie überblickten die Lage vom Dorf Kaisersberg aus, die feindlichen Kolonen vor sich gut einsehend, die Division Durutte war bereits im Anmarsch. Die Österreicher hatten im folgenden kurzen Schlussgefecht etwa 10. Bataillone mit 8.000 Mann und 4 Geschütze zur Verfügung, den Franzosen standen aber am Nachmittag bereits 28 Bataillone mit 15.000 Mann, davon 4 Schwadronen Kavallerie und 12 Geschütze zur Verfügung. Das französische Linien-Regiment 62 ging südlich von Kaisersberg über die Brücke und rückte am rechten Murufer gegen den linken Flügel der Österreicher heran. Bereits um 13 Uhr wurde sich Jellacic seines schweren Fehlers bewusst, nachdem er sich selbst vom Anmarsch einer zweiten Feinddivision überzeugt hatte. Seine Division hatte jetzt eine doppelte Übermacht des Feindes vor sich, und er hatte sich selbst einer ausreichenden Rückzugsmöglichkeit beraubt. Es blieb nichts mehr übrig als den aussichtslosen Kampf anzunehmen, die Hälfte der Division vorne zu opfern und vielleicht den Rest geordnet über die Liesing zu retten.
Vizekönig Eugen bereitete seinen Durchbruch sorgsam vor. Hinter den linken Flügel unter General Roussel postierte er im Falle des Wankens die Brigade Valentin. Seras führte im Zentrum, dahinter stand als Reserve die Brigade Desaix. Rechts an der Mur angelehnt griff das Regiment 62 der Division Durutte an. Für den zu erwartenden Durchbruch wurde dazwischen die berittenen Jäger-Regimenter Nr. 6. und Nr. 9 dicht vor der St.-Walburga-Kirche bereitgestellt. Die österreichischen Truppen waren sich ihrer Aussichtslosigkeit bereits bewusst. Jellacic verlor noch vor dem feindlichen Angriff die Nerven und gab den Rückzugsbefehl für die Truppen am Fresenberg, die sich aber im Waldkampf auf der Anhöhe gar nicht mehr vom Feinde lösen konnten.
Bald gegen 17 Uhr erfolgte der Hauptangriff der französischen Übermacht; dieser führte innerhalb von zwanzig Minuten zur Entscheidung. Auf der Straße nach St. Michael brachen die Franzosen unter Seras die schwächere österreichische Mitte im ersten Anlauf auf, die Österreicher fluteten darauf zu den Liesingbrücken zurück, wo sich die Massen gegenseitig im Stau behinderten. Französische Reiterei bahnte sich den Weg dorthin und schnitt jede Rückzugsmöglichkeit ab. Gleichzeitig umging Brigadegeneral Roussell die Stellungen am Fresenberg und drängte die dortigen Besatzungen über die Hänge in den Talkessel hinunter. Jellacic und Ettinghausen hatten sich früh genug über die Brücke abgesetzt und folgten ihrer Vorhut nach Leoben. Am Abend des 25. Mai hatte Jellacic im Gefecht bei St. Michael und beim folgenden Rückzugskampf nach Leoben insgesamt 6573 Mann verloren, davon waren 423 Mann gefallen, 1137 Mann verwundet, der Großteil – 4963 Soldaten waren in Gefangenschaft gefallen. Die schwersten Verluste trug dabei das Varasdiner Grenzer-Infanterie-Regiment Nr. 5, das mit 1419 Mann am Fresenberg fast vollständig in Gefangenschaft ging. Die Franzosen verloren nur 670 Mann, General Durutte erlitt Verletzungen am Bein.

## Folgen
Die verfolgende französische Division Seras hatte auf ihrer Verfolgung von Judenburg über St. Michael bis nach Leoben einen Marsch von 48 Kilometer zurückgelegt. Sie hatte dazwischen das Gefecht von Michael geschlagen und war am Abend des 25. Mai ebenfalls am Ende ihrer Kräfte, deshalb unterließ sie ihre Verfolgung. Das ermöglichte es Jellacic nach seiner katastrophalen Niederlage etwa 4500 Mann seiner restlichen Division über Peggau bis zum Abend des 26. Mai nach Graz zu bringen, eingetroffen sind aber nur mehr 2500 Mann, völlig demoralisiert und marschmüde.
Am 27. Mai stand die Spitze des verfolgenden Korps Grenier in Bruck an der Mur, die Vorhut der Division Durutte erreichte schon Frohnleiten. Die Brigade Lauriston kam dem Vizekönig Eugen über Mürzzuschlag nach Kindberg entgegen und verstärkte seine Armee um 2000 Mann.
Am 27. Mai 1809 sah sich Johann in einer kritischen Lage: Nach der Niederlage bei St. Michael war aus seiner Verstärkung durch Jellacic nichts geworden, zudem stand Eugen nur mehr 15 Kilometer nördlich von Graz. Macdonalds XI. Korps marschierte nach seinem Sieg bei Laibach (Ljubljana) nach Norden und befand sich bereits in Marburg. Am 29. Mai hatte französische Kavallerie bereits die Außenbezirke von Graz erreicht. Daraufhin sah sich der Erzherzog gezwungen, am 29. Mai auch Graz aufzugeben und mit seiner Armee über Gleisdorf und St. Gotthard nach Ungarn auszuweichen. Erzherzog Johann vereinigte sich darauf mit Truppen seines Bruders Erzherzog Joseph Anton, Palatin von Ungarn. Schließlich erlitt er am 14. Juni 1809 bei Raab gegen Eugen eine schwere Niederlage. Franz von Jellacic trat im gleichen Jahr gebrochen in den Ruhestand und starb am 4. Februar 1810 in der ungarischen Ortschaft Szala Apathy.